# Casas de Fernando Alonso (kommunhuvudort)
Casas de Fernando Alonso är en kommunhuvudort i Spanien.   Den ligger i provinsen Provincia de Cuenca och regionen Kastilien-La Mancha, i den centrala delen av landet, 170 km sydost om huvudstaden Madrid. Casas de Fernando Alonso ligger 725 meter över havet och antalet invånare är 1 315.
Terrängen runt Casas de Fernando Alonso är platt. Runt Casas de Fernando Alonso är det mycket glesbefolkat, med 5 invånare per kvadratkilometer. Närmaste större samhälle är San Clemente, 10,7 km nordväst om Casas de Fernando Alonso. Trakten runt Casas de Fernando Alonso består till största delen av jordbruksmark.